# Martin Wagner (Fußballspieler, 1986)
Martin Wagner (* 16. September 1986 in Regensburg) ist ein deutscher Fußballspieler, der seit 2021 beim SC Düsseldorf-West unter Vertrag steht.

## Karriere
Wagner spielte im Jugendbereich zunächst für den FC Teugn und den FC Bayern München, bevor er 2003 in den Nachwuchs des 1. FC Nürnberg wechselte. Im Juli 2005 wechselte er zu Hessen Kassel in die Oberliga Hessen, wo er seine ersten Einsätze im Erwachsenen-Fußball hatte. Am Ende der Saison stieg er mit Hessen Kassel in die Regionalliga Süd auf. Viktoria Aschaffenburg, Eintracht Trier, Sonnenhof Großaspach, Wormatia Worms und Waldhof Mannheim waren weitere Stationen seiner Karriere. Im Juli 2013 wechselte er zum SV Meppen in die Regionalliga Nord. Mit diesem stieg er am Ende der Saison 2016/17 in die Dritte Liga auf. Im Heimspiel gegen die Würzburger Kickers hatte er seinen ersten Einsatz in der dritten Liga, dabei gelang ihm auch sein erstes Tor im Profifußball. Im Februar 2019 gab der Meppener Mannschaftskapitän bekannt, den Verein im Sommer nach sechs Jahren zu verlassen und zu Hannover 96 II zu wechseln, wo er einen für zwei Jahre gültigen Vertrag unterschrieb. Der Mittelfeldspieler war in über 200 Pflichtspielen für die Emsländer aufgelaufen und erzielte 32 Treffer. Bei den Niedersachsen verbrachte Wagner dann zwei Jahre, ehe er im Sommer 2021 einen Vertrag beim SC Düsseldorf-West unterschrieb.